# Ophrys lithinensis
Ophrys lithinensis är en orkidéart som beskrevs av C.Alibertis och Antoine Alibertis. Ophrys lithinensis ingår i ofryssläktet, och familjen orkidéer.
Artens utbredningsområde är Kriti. Inga underarter finns listade i Catalogue of Life.